# Reine Almqvist
Reine Almqvist, właśc. Rolf Reine Almqvist (ur. 12 kwietnia 1949 w Göteborgu) – szwedzki piłkarz występujący na pozycji napastnika oraz trener.

## Kariera
W barwach IFK Göteborg, Åtvidabergs FF i IFK Sundsvall rozegrał łącznie 192 spotkania i zdobył 91 bramek w Allsvenskan. Wraz z IFK Göteborg zdobył mistrzostwo Szwecji (1969) oraz Puchar Szwecji (1979). Mistrzem kraju został także jako zawodnik Åtvidabergs FF w 1973. Z kolei w sezonach 1969 oraz 1977 został królem strzelców Allsvenskan.
W reprezentacji Szwecji zadebiutował 26 sierpnia 1970 w wygranym 2:1 towarzyskim meczu z Finlandią i strzelił wówczas swojego jedynego gola w kadrze. W latach 1970–1979 w drużynie narodowej rozegrał cztery spotkania.